# 伊勢貞陳
伊勢 貞陳（いせ さだのぶ）は、江戸時代の旗本。弟に貞丈がいる。

## 来歴
伊勢貞益の長男として生まれ、享保10年（1725年）に貞益が没した後、12月23日に遺跡を継いで寄合に列するが、翌享保11年（1726年）1月15日に14歳で死去。家督は弟の貞丈が継いだ。